# 우치노 세이요
우치노 세이요/마사아키(内野聖陽 うちの せいよう/まさあき[*], 1968년 9월 16일 ~ )는 일본의 배우이다. 가나가와현 요코하마시 출신이며 별명은 웃치이다. 본명은, 마사아키로, 2012년까지는 예명으로서도 사용했었다.

## 출연

### 드라마
- 소년탐정 김전일 (1995년)
- 러브 제너레이션 (1997년)
- 에이스를 노려라! (2004년)
- 희망 없는 자 (2004년)
- 기분 나쁜 유전자 (2005년)
- 풍림화산 (2007년) 주연 야마모토 칸스케 역
- 곤조: 전설의 형사 (2008년) 주연
- 임장 (2009년) 주연
- 타임슬립 닥터 진 (2009년) 사카모토 료마 역
  - 타임슬립 닥터 진 시즌2 (2011년) 사카모토 료마 역
- 임장 시즌 2 (2010년) 주연
- 우리 집의 역사 (2010년)
- 10년 후에도 너를 사랑해 (2010년)
- 판도라 3: 혁명전야 (2011년)
- 여자 노부나가 (2013년 4월) 아케치 미츠히데 역
- 솔개 (2013년) 주연
- 사나다마루 (2016년) 도쿠가와 이에야스 역
- 어제 뭐 먹었어? (2019년) 주연

### 영화
- 오후의 유언장 (1996년)
- 하루(영어판) (1996년)
- 검은 집 (1999년)
- 252 생존자 있음 (2008년)
- 악몽의 엘레베잉터 (2009년)
- 쿠히오 대령 (2009년)
- 13인의 자객 (2010년)
- 임장 극장판 (2012년)
- 퍼스트 러브 (2019년) - 곤도 역
- 호문쿨루스 (2021년) - 조장 역